# Fotoforese
Fotoforese is een natuurkundig verschijnsel dat ontdekt is door Felix Ehrenhaft in de jaren 1920, waarbij deeltjes beginnen te migreren nadat ze door een sterke lichtstraal geraakt worden. Het verschijnsel werd al waargenomen door Augustin Jean Fresnel. Het wordt veroorzaakt doordat een deeltje niet gelijkmatig verwarmd wordt. Het wordt toegepast in zowel de fysica, de chemie als de biologie.
Een voorbeeld van een sterke lichtbron is een laser. Als een laser niet gefocust is, zullen bepaalde deeltjes anders verwarmd worden dan de deeltjes eromheen. Dit leidt tot onregelmatige opwarming en aldus tot fotoforese.
Een deeltje migreert weg van een lichtbron als zijn brekingsindex groter is dan die van de omringende deeltjes. Dit komt doordat die kant van het deeltje warmer wordt en aldus gasdeeltjes die er tegen botsen, sneller zullen botsen dan tegen de koudere kant waardoor er meer momentum van de gasdeeltjes langs die kant wordt doorgegeven. Dit fenomeen doet zich niet voor in een vacuüm daar de deeltjes zich dan nergens kunnen tegen afzetten.

## Soorten Fotoforese
Er zijn verschillende soorten fotoforese. Allereerst heb je positieve en negatieve fotoforese. Positieve fotoforese gebeurt wanneer een deeltje weg van de lichtbron beweegt. Negatieve fotoforese is wanneer een lichtdeeltje richting de lichtbron beweegt. Er bestaat ook directe en indirecte fotoforese. Directe fotoforese is wanneer een deeltje beweegt door impact van de fotonen op het deeltje. Dit komt echter niet veel voor wegens de lage massa van een foton. Indirecte fotoforese doet zich voor wanneer een deeltje onregelmatig opwarmt.

## Toepassingen
Fotoforese kan op meerdere gebieden toegepast worden. Het kan onder andere gebruikt worden om zeer kleine deeltjes te verplaatsen. Fotoforese is een ideaal middel om aan te wenden als optische pincet. Het scheiden van stoffen op basis van hun optische eigenschappen is ook een mogelijke toepassing van fotoforese.